# Francisco Dall'Igna
Francisco Roberto Dall'Igna (Guaporé, 1930 – Porto Alegre, 29 de janeiro de 1983) foi um político brasileiro, que foi vice-governador de Santa Catarina.

## Carreira
Foi deputado à Assembleia Legislativa de Santa Catarina na 5ª legislatura (1963 — 1967), eleito pelo Partido Trabalhista Brasileiro (PTB).
Foi vice-governador de Santa Catarina no governo de Ivo Silveira (1966-1971). Em fins de 1966 foi cassado pelo AI-2, sendo substituído por Jorge Konder Bornhausen, eleito indiretamente para o cargo.